# Собокленщ (Цехановський повіт)
Собокленщ (пол. Soboklęszcz) — село в Польщі, у гміні Сонськ Цехановського повіту Мазовецького воєводства.
Населення — 476 осіб (2011).
У 1975-1998 роках село належало до Цехановського воєводства.

## Демографія
Демографічна структура станом на 31 березня 2011 року:
|          | Загалом | Допрацездатний вік | Працездатний вік | Постпрацездатний вік |
| -------- | ------- | ------------------ | ---------------- | -------------------- |
| Чоловіки | 238     | 63                 | 156              | 19                   |
| Жінки    | 238     | 41                 | 143              | 54                   |
| Разом    | 476     | 104                | 299              | 73                   |